# International Superstar Soccer 64
International Superstar Soccer 64 (skraćeno: ISS 64, u Japanu J-League Perfect Striker) nogometna je videoigra iz Konamijeva International Superstar Soccer serijala.
U biti, igra je gotovo ista kao njen Super Nintendov prethodnik, International Superstar Soccer Deluxe, ali je prilagođena za Nintendo 64 konzolu, s 3D animacijama i slično. Ekipe su ostale iste, s autentičnim dresovima, osim što se Južna Afrika prvi put pojavila u serijalu, zamijenivši Maroko.
Postoji šest načina igranja ISS-a 64, uključujući 1-4 utakmice i trening. U igri postoji i International Cup natjecanje ("Međunarodni kup"), što uključuje igranje jedne momčadi protiv ostalih tijekom natjecanja. World League je serijal od 70 utakmica protiv svake momčadi u igri. Postoji mogućnost da do četiri igrača mogu igrati izvođenje jedanaesteraca.